# جبار رشيد
جبار رشيد شاعر شعبي عراقي ولد في عام 1973 في العاصمة العراقية بغداد في مدينة الصدر قطاع 11 . بدأ مشواره الشعري عام 1994 ، وكتب العديد من القصائد ، وهو من عائلة شعرية واشرف ونمّى هذهِ الموهبة اخوه الأكبر "سعد رشيد" وقد وافاه الاجل المفاجئ أثر جلطة دماغية عام 2020، وقد توفي ولم يتزوج ، لأنه قد قطع على نفسه عهداً صادقاً بأن لا يتزوج غير حبيبته .
لُقّْبَ بشاعر الثلج و النار و هو من اعظم شعراء العراق.

## البرامج والاذاعة
عمل جبار رشيد في اذاعة قناة العراقية وقَدّم برنامج شعري اسمه (ليل وشعر) يلتقي به مع الشعراء الشباب على الاذاعة .

## حياته
ولد الشاعر جبار رشيد في بغداد سنة 1973م في مدينة الصدر قطاع ١١ ثم انتقلوا الى منطقة الأمين واكمل دراسته الابتدائية في ابتدائية البؤيب في الأمين هو وأخيه الشهيد رائد رشيد ومن ثم في متوسطة الأبرار في منطقة الأمين وكانوا يسكنون منطقة النفط في الأمين وكان والده رحمه الله رشید محمد علي خان من أشهر اسطوات البناء في بغداد في ذاك الوقت وثم عادوا للسكن في  مدينة الصدر  قطاع ۱۱ وبدأ في كتابة الشعر من بداية سنة  1994 م . من المنتديات زمانه ، وهو من عائلة شعرية واشرف ونمّى هذهِ الموهبة اخوه الأكبر "سعد رشيد" وقد وافاه الاجل المفاجئ أثر جلطة دماغية عام 2020 ، وقد توفي ولم يتزوج لأنه قد قطع على نفسه عهداً صادقاً بأن لا يتزوج غير حبيبته ونشأ في زمن مليئ بالحروب وصراعات الفقر وكان كل اقرانه كتبوا عن تلك الحقبة اللعينة ، لكنه انفرد عن ذلك السرب الحزين وأتّجه نحو الحياة والغزل ، وقد قال عليه الشاعر الكبير كاظم اسماعيل الگاطع (شاعر الثلج والنار). وحفظ واعترف بشعره الشاعر الكبير  عريان السيد خلف " وأشهد أنه شاعر كامل متكامل ". وأيضاً كبار الشعر الشعبي العراقي آنذاك وهم (الشاعر  غني محسن  الشاعر  رحيم المالكي ، الشاعر  عبدالحسين الحلفي   عطى السعيدي ، الشاعر یونس چلوب الشاعر  سمير صبيح ) . وهو صاحب روحية جميلة محبّه للحب والحياة . وهو كان وما زال مدرسة يتعلّم منه الناس الحب والحياة والشعر . وكان الراحل كل من يسمعه يتأثر فيه تلقائياً . وفي تشييع جثمانه الطاهر كان تشييع يليق به حقاً بالدموع واصوات البكاء وحزن نابع من القلب . وسمّى مجموعته الشعرية ( صوت الشمس )   .

## من قصائدة
1- خذني يمّك .
2- كون تشوف .
3- احب كِلّك .
4- صوتك ندهني .
5- شلون أيّام .
6- ابن الحلال .
7- اريد اسم العراق .
8- آنه ابن الخلّفن .
9- تهموني بمحبتك .
10- دكان الحسن .
11- تعال ولاتجي .